# Davey van der Sluis
Davey van der Sluis (Utrecht, 11 mei 1992) is een Nederlandstalige zanger.
In 2012 debuteerde Van der Sluis met Als jij meezingt. Hij deed ook mee aan meerdere televisieprogramma's. In 2013 deed Van der Sluis mee aan de tv-talentenjacht Bloed, zweet & tranen, hij moest het programma in de vijfde aflevering verlaten. Ook deed hij in 2018 mee aan Topper Gezocht! Naast zijn zangcarrière is hij werkzaam bij Defensie.
In 2022 was Van der Sluis een van de zangers die werd benaderd om een nieuwe versie van het clublied Rood Wit Aan De Bal van FC Emmen op te nemen. Deze nieuwe versie van het lied, geproduceerd door Janderman van den Berg, bevatte ook bijdragen van muzikanten Robin Mink en Chris de Roo.

## Singles
| Single met eventuele hitnotering(en) in de Nederlandse Top 40 | Datum van verschijnen | Datum van binnenkomst | Hoogste positie | Aantal weken | Opmerkingen |
| ------------------------------------------------------------- | --------------------- | --------------------- | --------------- | ------------ | ----------- |
| Als jij meezingt                                              | 2012                  | -                     |                 |              |             |
| Nu gaat de duivel los                                         | 2015                  | -                     |                 |              |             |
| Nu gaat de muskito los                                        | 2015                  | -                     |                 |              |             |
| Stop, wacht, blijf                                            | 2016                  | -                     |                 |              |             |
| Later komt de spijt                                           | 2021                  | -                     |                 |              |             |